# Llista de catenae de Cal·listo
En aquest article només es mostra els noms oficials aprovats per la Unió Astronòmica Internacional (UAI).
Aquesta és una llista de catenae amb nom de Cal·listo

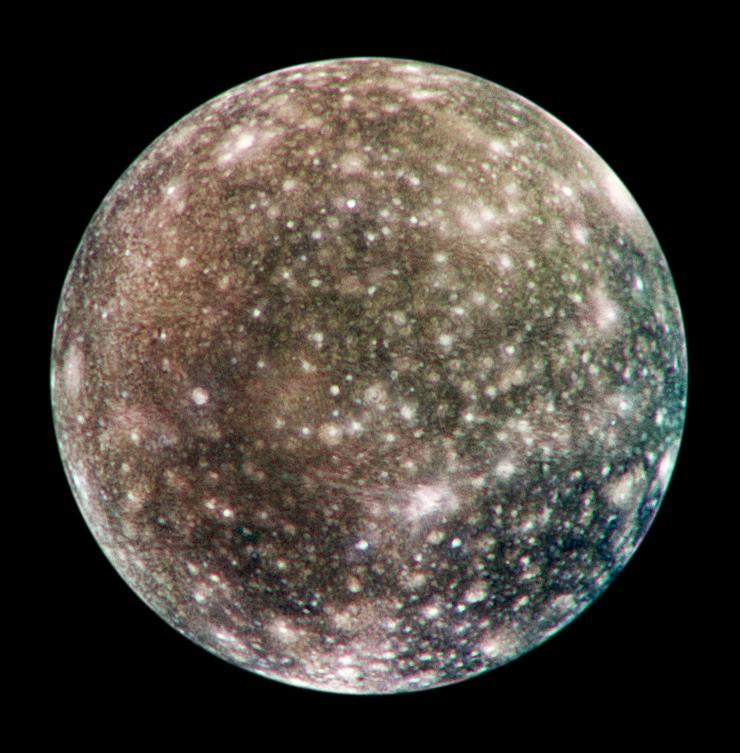
Imatge de Cal·listo (Júpiter iv)
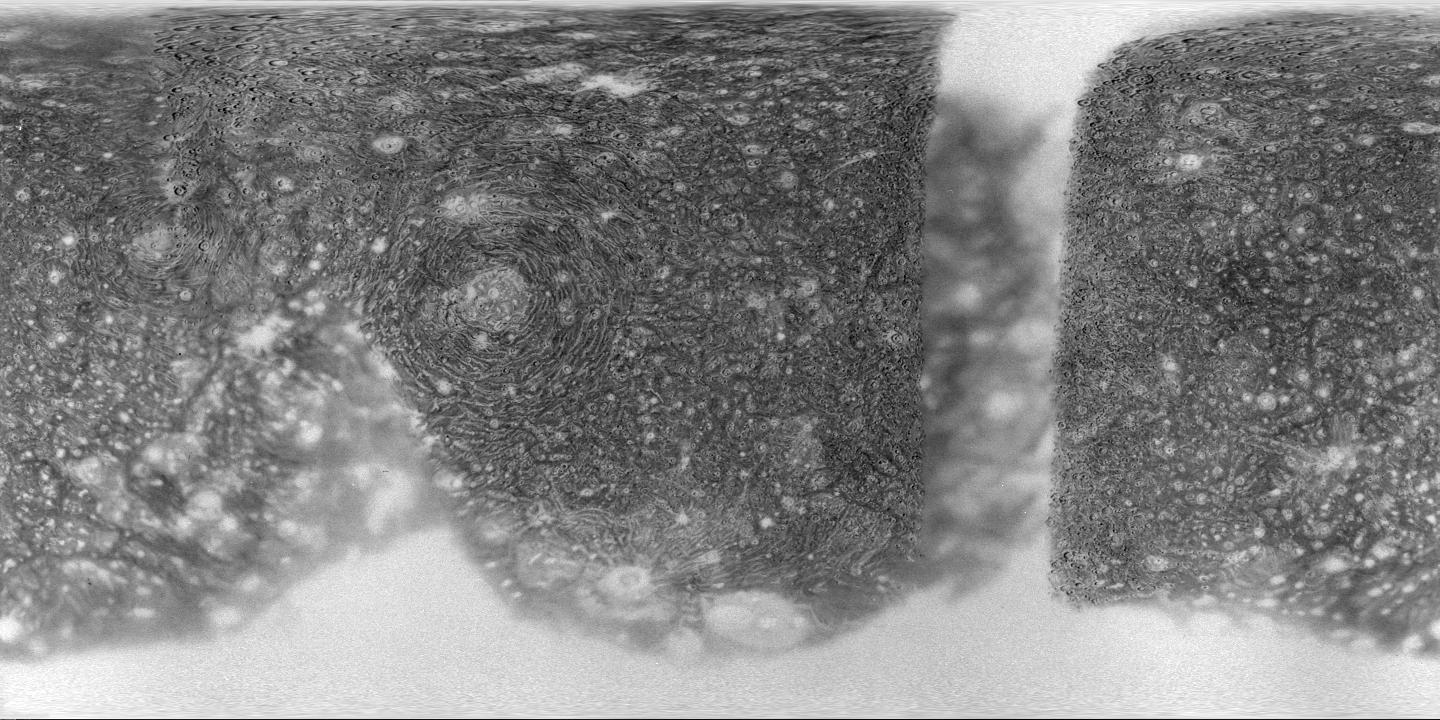
Mapa topogràfic de Cal·listo

## Llista
Les catenae de Cal·listo porten els noms de rius, valls i barrancs vinculats a poblacions nòrdiques.
La latitud i la longitud es donen com a coordenades planetogràfiques amb longitud oest (+ Oest; 0-360).
| Catena            | Coordenades                            | Diàmetre (km) | Epònim                                                                  | Ref.  |
| ----------------- | -------------------------------------- | ------------- | ----------------------------------------------------------------------- | ----- |
| Eikin Catena      | 8° 54′ S, 15° 30′ O / 8.9°S,15.5°O     | 223,10        | Ækin - Un dels Élivágar, els rius còsmics de la mitologia nòrdica.      | WGPSN |
| Fimbulthul Catena | 8° 12′ N, 64° 48′ O / 8.2°N,64.8°O     | 287,00        | Fimbulþul - Un dels Élivágar, els rius còsmics de la mitologia nòrdica. | WGPSN |
| Geirvimul Catena  | 48° 54′ N, 347° 12′ O / 48.9°N,347.2°O | 113,10        | Geirvimul - Un dels Élivágar, els rius còsmics de la mitologia nòrdica. | WGPSN |
| Gipul Catena      | 68° 30′ N, 54° 12′ O / 68.5°N,54.2°O   | 641,00        | Gipul - Un dels Élivágar, els rius còsmics de la mitologia nòrdica.     | WGPSN |
| Gomul Catena      | 35° 30′ N, 47° 06′ O / 35.5°N,47.1°O   | 342,60        | Gömul - Un dels Élivágar, els rius còsmics de la mitologia nòrdica.     | WGPSN |
| Gunntro Catena    | 19° 30′ S, 343° 06′ O / 19.5°S,343.1°O | 149,00        | Gunnþrá - Un dels Élivágar, els rius còsmics de la mitologia nòrdica.   | WGPSN |
| Sid Catena        | 49° 12′ N, 103° 54′ O / 49.2°N,103.9°O | 81,40         | Síð - Un dels Élivágar, els rius còsmics de la mitologia nòrdica.       | WGPSN |
| Svol Catena       | 10° 36′ N, 37° 12′ O / 10.6°N,37.2°O   | 161,00        | Svol - Un dels Élivágar, els rius còsmics de la mitologia nòrdica.      | WGPSN |